# NGC 4435
NGC 4435 في الفهرس العام الجديد، هي مجرة محدبة، تقع في كوكبة العذراء. اكتشفت في 8 أبريل 1784 بواسطة ويليام هيرشل.

## روابط خارجية
- NGC 4435 على موقع ويكي سكاي: DSS2, SDSS, GALEX, IRAS, Hydrogen α, X-Ray, Astrophoto, Sky Map, Articles and images